# Фудзиока (город, Гумма)
Фудзиока (яп. 藤岡市 Фудзиока-си) — город в префектуре Гумма Японии. Площадь  составляет 180,09 км², население — 68 122 человека (1 июля 2014), плотность населения — 378,27 чел./км².

## История
Город был образован в 1954 году объединением посёлка Фудзиока с соседними деревнями.